# Sejm Rzeczypospolitej Polskiej II kadencji (1993–1997)
Sejm II kadencji – skład Sejmu II kadencji wyłoniony został w wyborach do Sejmu i Senatu przeprowadzonych 19 IX 1993.

## Kadencja Sejmu
Kadencja Sejmu rozpoczęła się z dniem wyborów tj. 19 IX 1993, a upłynęła w przeddzień pierwszego posiedzenia następnej izby 19 X 1997.

## Posiedzenia Sejmu
Terminarz posiedzeń Sejmu
1. posiedzenie: 14 X, 21 X 1993
2. posiedzenie: 8 XI, 9 XI, 10 XI 1993
3. posiedzenie: 17 XI, 18 XI, 19 XI 1993
4. posiedzenie: 24 XI, 25 XI, 26 XI 1993
5. posiedzenie: 1 XII, 2 XII, 3 XII 1993
6. posiedzenie: 8 XII, 9 XII, 10 XII 1993
7. posiedzenie: 15 XII, 16 XII, 17 XII 1993
8. posiedzenie: 29 XII 1993
9. posiedzenie: 5 I, 6 I, 7 I 1994
10. posiedzenie: 20 I, 21 I 1994
11. posiedzenie: 3 II, 4 II 5 II 1994
12. posiedzenie: 17 II, 18 II 1994
13. posiedzenie: 3 III, 4 III, 5 III 1994
14. posiedzenie: 10 III 1994
15. posiedzenie: 17 III, 18 III 1994
16. posiedzenie: 25 III 1994
17. posiedzenie: 7 IV, 8 IV 1994
18. posiedzenie: 20 IV, 21 IV, 22 IV 1994
19. posiedzenie: 29 IV 1994
20. posiedzenie: 11 V, 12 V, 13 V 1994
21. posiedzenie: 26 V, 27 V, 28 V 1994
22. posiedzenie: 9 VI, 10 VI, 11 VI 1994
23. posiedzenie: 23 VI, 24 VI, 25 VI 1994
24. posiedzenie: 30 VI, 1 VII, 2 VII 1994
25. posiedzenie: 6 VII, 7 VII 1994
26. posiedzenie: 18 VIII, 19 VIII 1994
27. posiedzenie: 25 VIII, 26 VIII 1994
28. posiedzenie: 31 VIII, 1 IX, 2 IX 1994
29. posiedzenie: 14 IX, 15 IX, 16 IX 1994
30. posiedzenie: 28 IX, 29 IX, 30 IX 1994
31. posiedzenie: 12 X, 13 X, 14 X 1994
32. posiedzenie: 19 X, 20 X, 21 X 1994
33. posiedzenie: 21 X 1994
34. posiedzenie: 26 X, 27 X, 28 X 1994
35. posiedzenie: 16 XI, 17 XI, 18 XI 1994
36. posiedzenie: 30 XI, 1 XII, 3 XII 1994
37. posiedzenie: 14 XII, 15 XII, 16 XII 1994
38. posiedzenie: 22 XII. 23 XII 1994
39. posiedzenie: 29 XII, 30 XII 1994
40. posiedzenie: 4 I, 5 I, 6 I 1995
41. posiedzenie: 18 I, 19 I, 20 I 1995
42. posiedzenie: 1 II, 2 II, 3 II, 4 II 1995
43. posiedzenie: 15 II, 16 II, 17 II 1995
44. posiedzenie: 1 III, 2 III, 3 III, 4 III 1995
45. posiedzenie: 15 III, 16 III, 17 III 1995
46. posiedzenie: 29 III, 30 III, 31 III 1995
47. posiedzenie: 20 IV, 21 IV 1995
48. posiedzenie: 26 IV, 27 IV, 28 IV 1995
49. posiedzenie: 10 V, 11 V, 12 V 1995
50. posiedzenie: 24 V, 25 V, 26 V 1995
51. posiedzenie: 7 VI, 8 VI, 9 VI 1995
52. posiedzenie: 21, 22 i 23 czerwca 1995
53. posiedzenie: 28, 29 i 30 czerwca 1995
54. posiedzenie: 6 VII 1995
55. posiedzenie: 12 VII 1995
56. posiedzenie: 21 VII 1995
57. posiedzenie: 24 VIII, 25 VIII 1995
58. posiedzenie: 30 VIII, 31 VIII 1995
59. posiedzenie: 13 IX, 14 IX, 15 IX 1995
60. posiedzenie: 20 IX, 21 IX, 22 IX 1995
61. posiedzenie: 28 IX, 29 IX 1995
62. posiedzenie: 11 X, 12 X, 13 X 1995
63. posiedzenie: 25 X, 26 X, 27 X 1995
64. posiedzenie: 8 XI, 9 XI 1995
65. posiedzenie: 22 XI, 23 XI, 24 XI 1995
66. posiedzenie: 29 XI, 30 XI, 1 XII 1995
67. posiedzenie: 13 XII, 14 XII, 15 XII 1995
68. posiedzenie: 21 XII, 22 XII 1995
69. posiedzenie: 9 I, 10 I, 11 I 1996
70. posiedzenie: 12 I 1996
71. posiedzenie: 17 I, 18 I 1996
72. posiedzenie: 31 I, 1 II, 2 II 1996
73. posiedzenie: 14 II, 15 II, 16 II 1996
74. posiedzenie: 28 II, 29 II, 1 III, 2 III 1996
75. posiedzenie: 13 III, 14 III, 15 III 1996
76. posiedzenie: 27 III, 28 III, 29 III 1996
77. posiedzenie: 11 IV, 12 IV 1996
78. posiedzenie: 24 IV, 25 IV, 26 IV 1996
79. posiedzenie: 8 V, 9 V, 10 V 1996
80. posiedzenie: 29 V, 30 V, 31 V 1996
81. posiedzenie: 12 VI, 13 VI, 14 VI 1996
82. posiedzenie: 21 VI 1996
83. posiedzenie: 26 VI, 27 VI, 28 VI 1996
84. posiedzenie: 3 VII, 4 VII, 5 VII 1996
85. posiedzenie: 8 VIII 1996
86. posiedzenie: 22 VIII, 23 VIII 1996
87. posiedzenie: 28 VIII, 29 VIII, 30 VIII 1996
88. posiedzenie: 11 IX, 12 IX, 13 IX 1996
89. posiedzenie: 25 IX, 26 IX, 27 IX 1996
90. posiedzenie: 9 X, 10 X, 11 X 1996
91. posiedzenie: 23 X, 24 X, 25 X 1996
92. posiedzenie: 6 XI, 7 XI, 8 XI 1996
93. posiedzenie: 14 XI 1996
94. posiedzenie: 19 XI, 20 XI i 21 listopada 1996
95. posiedzenie: 4 XII, 5 XII, 6 XII 1996
96. posiedzenie: 18 XII, 19 XII, 20 XII 1996
97. posiedzenie: 8 I, 9 I, 10 I 1997
98. posiedzenie: 21 I, 22 I, 23 I 1997
99. posiedzenie: 24 I 1997
100. posiedzenie: 5 II, 6 II, 7 II 1997
101. posiedzenie: 19 II, 20 II, 21 II 1997
102. posiedzenie: 5 III, 6 III 1997
103. posiedzenie: 19 III, 20 III 1997 ]
104. posiedzenie 9 IV ,10 IV 11 IV 1997
105. posiedzenie: 23 IV, 24 IV, 25 IV 1997
106. posiedzenie: 7 V, 8 V, 9 V 1997
107. posiedzenie: 20 V, 21 V, 22 V, 23 V 1997
108. posiedzenie: 4 VI, 5 VI, 6 VI 1997
109. posiedzenie: 17 VI, 18 VI, 19 VI, 20 VI 1997
110. posiedzenie: 24 VI, 25 VI, 26 VI 1997
111. posiedzenie: 16 VII, 17 VII 1997
112. posiedzenie: 29 VII, 30 VII, 31 VII, 1 VIII 1997
113. posiedzenie: 20 VIII, 21 VIII, 22 VIII 1997
114. posiedzenie: 27 VIII, 28 VIII, 29 VIII 1997
115. posiedzenie: 4 IX 1997

## Marszałek Sejmu
Urząd marszałka pełnili posłowie Józef Oleksy (1993-1995) i Józef Zych (1995-1997).

## Prace Sejmu
- 23 XII 1995 – Sejm i Senat obradujący jako Zgromadzenie Narodowe przyjęły przysięgę złożoną przez Prezydenta RP - Aleksandra Kwaśniewskiego,
- 26 III 1996 – Królowa Zjednoczonego Królestwa Wielkiej Brytanii i Irlandii Północnej Elżbieta II, w towarzystwie małżonka Księcia Edynburga Filipa odwiedziła gmach Sejmu gdzie wzięła udział w uroczystym Zgromadzeniu Posłów i Senatorów,
- 23 X 1996 – Sejm uchwałą umorzył postępowanie w sprawie pociągnięcia do odpowiedzialności konstytucyjnej i karnej osób związanych z wprowadzeniem i realizacją stanu wojennego m.in. Wojciecha Jaruzelskiego, Czesława Kiszczaka, Henryka Jabłońskiego,
- 2 IV 1997 – Sejm i Senat obradujący jako Zgromadzenie Narodowe uchwaliły Konstytucję RP.

## Ważniejsze ustawy
- 24 VI 1994 – Ustawa o własności lokali,
- 11 IV 1997 – Ustawa o ujawnieniu pracy lub służby w organach bezpieczeństwa państwa lub współpracy z nimi w latach 1944-1990 osób pełniących funkcje publiczne,
- 6 VI 1997 – uchwalenie ustawy Kodeks postępowania karnego,
- 6 VI 1997 – uchwalenie ustawy Kodeks karny.